# Монтефортино (шлем)

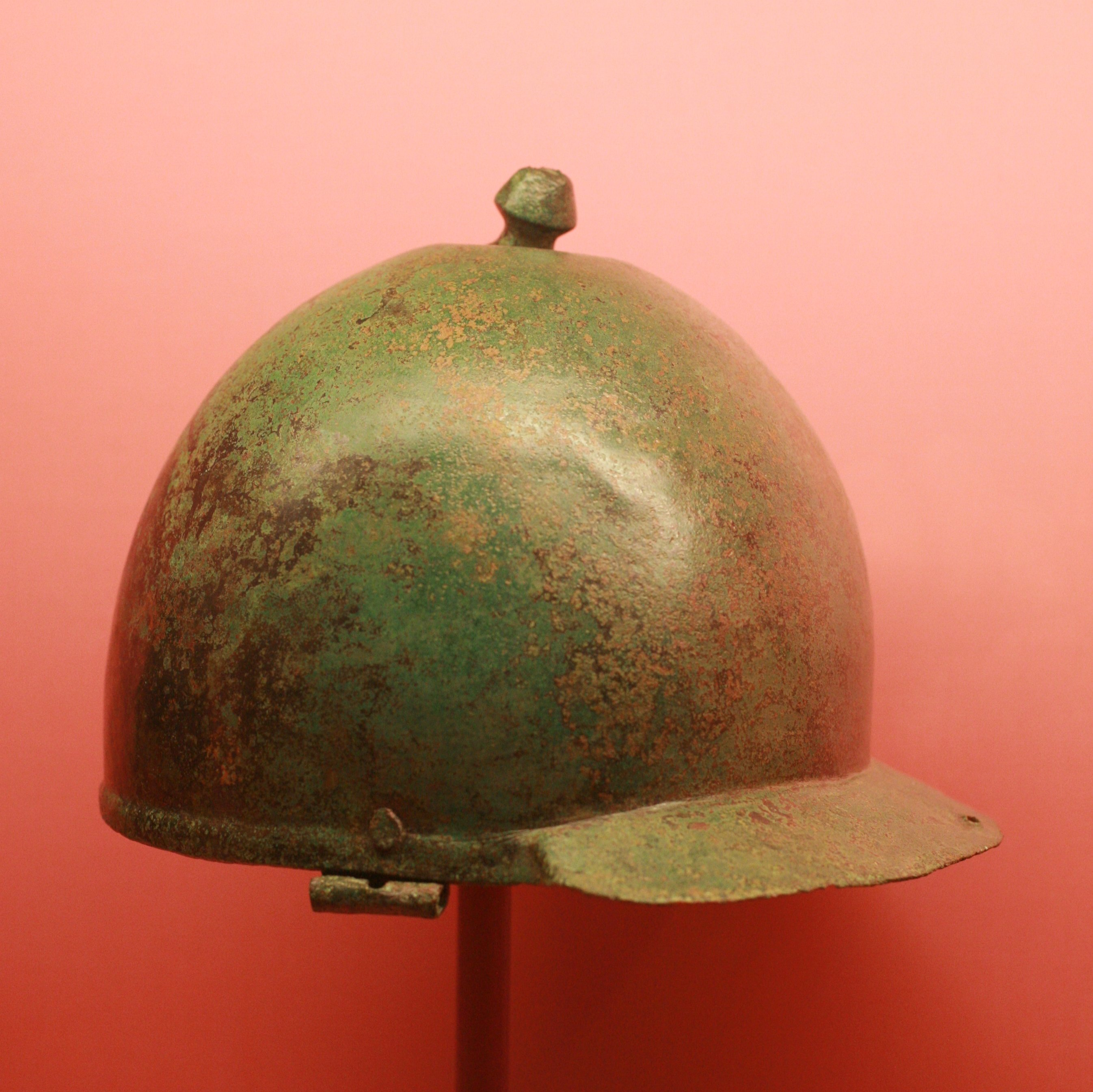
Римский монтефортино из Карнунта

Монтефортино — римский шлем, предназначенный для защиты от ударов, направленных на верхнюю часть головы. Использовался с IV века до н. э. по 50-е годы н. э.

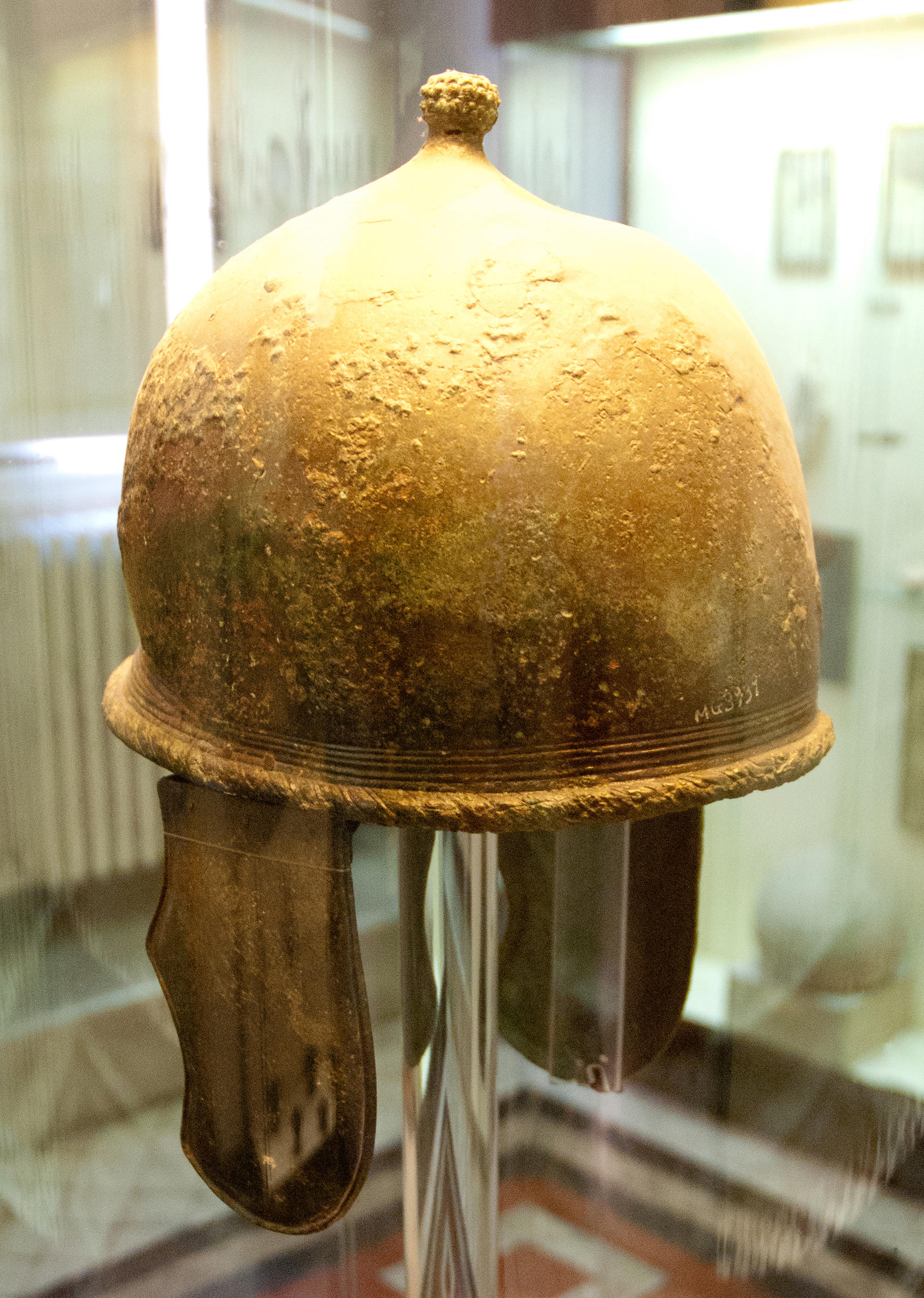
Ранний бронзовый дохристианский шлем монтефортино. Этрусский музей, Тоскана

## Отличия
Шлем монтефортино, по сравнению с более ранними типами, имеет более широкие лицевую часть и затылочную пластину. Шлем имел сверху шишак с отверстием для плюмажа из конского волоса или перьев. Название получил от кельтского захоронения «Монтефортино» в северной Италии. Скопирован с типа шлемов кельтов и галлов. Использовался дольше остальных римских шлемов.

## Изготовление
Об изготовлении шлема ведутся споры. В 1978 году Ю. П. Шилов, описывая известные на тот момент четыре шлема из Мариенталя[уточнить], Антиповки, Марьевки и хутора Весёлого, отмечает, что они все литые. А А. В. Симоненко в статье «Кельто-италийские шлемы на территории Восточной Европы», рассматривая уже восемь шлемов, добавив к четырём выше названным находки из Новопрохоровки, Новочеркасска, ст. Сергиевской и могильника Чегем, склоняется к мысли о том, что они должны быть коваными. При этом он ссылается на работу Г. Робинсона, который утверждает, что все литые шлемы являются поддельными. В более поздней работе, в которой были учтены уже 18 шлемов типа Монтефортино, он без сомнений утверждает, что «все шлемы бронзовые, кованые». Хотя в 1990 году в статье «Этрусско-италийские и кельтские шлемы в Восточной Европе» трое соавторов — Б. Раев, А. Симоненко и М. Трейстер — утверждали, что шлема сначала выливали, а потом дорабатывали ковкой. Гущина И. И., которая впервые опубликовала шлем из Антиповки, отмечала, что он бронзовый, литой. Такое же свидетельство имеется у Савенко С. Н. по поводу шлема из Кисловодска. Шлем из могильника Чегем, помимо того, что определён как литой, ещё и подвергался химико-металлургическому анализу. Как пишет Керефов Б. М.: "Результаты свидетельствуют о том, что шлем из погребения отлит из волжско-уральской бронзы".